# Grossmanella
Grossmanella es un género de foraminífero bentónico de la subfamilia Chilostomellinae, de la familia Chilostomellidae, de la superfamilia Chilostomelloidea, del suborden Rotaliina y del orden Rotaliida. Su especie tipo es Grossmanella leroyi. Su rango cronoestratigráfico abarca el Holoceno.

## Clasificación
Grossmanella incluye a las siguientes especies:
- Grossmanella leroyi